# 보스 (비디오 게임 용어)

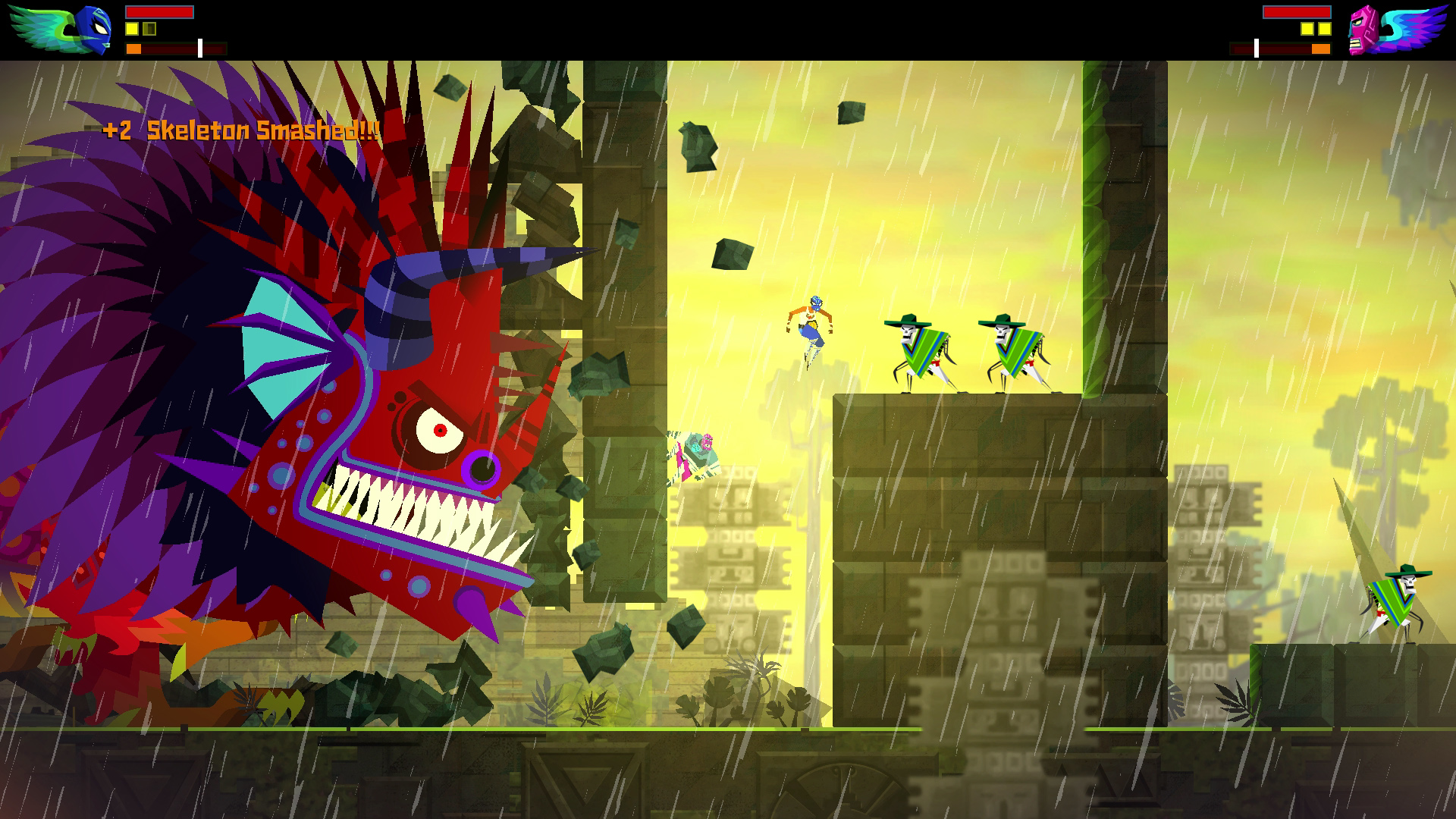
Guacamelee!의 보스

보스(영어: boss)는 비디오 게임에서 등장하는 적 종류의 캐릭터이다. 보스는 스테이지의 마지막처럼 게임 내의 흐름이 절정에 다다르는 구간에서 주로 나타나며, 이 적 캐릭터는 일반적으로 보통의 적보다 훨씬 강하게 설정되어 있으며 보통 적이 하지 못하는 강하고 특수한 공격을 가할 수 있다. 게임 상에서 보스와 전투하는 장면은 보통 보스전이라고 불린다. 스토리 상에서 보스로 선정되는 캐릭터는 주로 한 집단의 지배자나 의문의 캐릭터가 대상이 되는 경우가 많다.